# 더 목시 쇼
《더 목시 쇼》(영어: The Moxy Show)는 콜로설 픽처스가 제작한 미국의 텔레비전 애니메이션이다. 1993년 12월 5일부터 2000년 4월 1일까지 카툰 네트워크에서 방영되었다. 총 24편의 에피소드가 제작되었으나 현재 대부분이 유실되었다.
첫 방영 당시 제목은 《더 목시 파이럿 쇼》(The Moxy Pirate Show)이었다.

## 추가 자료
- Rosenfeld, Laura (2015년 10월 1일). “Remembering 'The Moxy Show': Cartoon Network's Forgotten First Original Series”. 《Tech Times》 (영어).